# Японски рак паяк
Японският рак-паяк (Macrocheira kaempferi) обитава покрайнините на Японско море. Диаметърът на главогръда им е до 37 cm, а с краката дължината на рака достига до 4 m. Макар че не е най-тежкото, той е най-голямото от всички съвременни членестоноги. Мъжките имат по-дълги щипки от женските. На тегло достигат до 19 kg.

## Начин на живот
Японският рак-паяк може да бъде срещнат по южните брегове на японския остров Хоншу. Той обитава дълбочини от 50 до 600 m, като живее в дупки и цепнатини по морското дъно. Храни се най-вече с водорасли, растения, мекотели и други животни, като морски звезди и миди. Набавя храната си, като я загребва от морското дъно. Живее до 100 години. Популацията му през последните години значително намалява, което вероятно се дължи на това, че са обект на риболов.